# Ева Сантоларія
Ева Сантоларія (ісп. Eva Santolaria; нар. 2 травня 1975, Барселона, Іспанська держава) — іспанська акторка. 

## Біографія
Ева Сантоларія народилася 2 травня 1975 року у Барселоні. 

## Телебачення
- Я знаю, хто ти (2017)
- Сім життів (1998)

## Нагороди та номінації
| Нагорода     | Рік  | Категорія                 | Фільм         | Результат |
| ------------ | ---- | ------------------------- | ------------- | --------- |
| Срібні кадри | 2000 | краща акторка телебачення | "Компаньйони" | Номінація |
| TP de Oro    | 2001 | краща акторка телебачення | "Компаньйони" | Перемога  |